# Эйдсволл (коммуна)
Эйдсволл (норв. Eidsvoll, в русско-язычном варианте написания можно также встретить как «Айдсволл») — коммуна в губернии Акерсхус (произносится «Акершхус») в Норвегии.

## Общая информация
Административный центр коммуны — посёлок городского типа под названием Суне (норв. Sundet).
Официальный язык коммуны — букмол.
Население коммуны на 2007 год составляло 19 916 чел.
Площадь коммуны Эйдсволл — 456,6 км².
Эйдсволл является частью традиционного региона Румерике (норв. Romerike).

### Название
Слово «Eidsvoll» имеет два корня: «eid» (старо-норв. eiđ) и «voll» (старо-норв. völlr). «Eid» в этом случае означает «дорогу, проходящую вокруг водопада», а «voll» — луг, поле. Таким образом, всё слово вместе заключает в себе целую фразу: «Луг (поле) у дороги, проходящей вокруг водопада».
Дело в том, что люди из окрестностей озера Мьёса (норв. Mjøsa), сплавлявшиеся вниз по реке Ворме (норв. Vorma), и жители Румерике (норв. Romerike), поднимавшиеся вверх по течению этой же самой реки Вормы, должны были преодолеть водопад Сунфоссен (норв. Sundfossen). В связи с этим, Эйдсволл стал важным местом встречи уже задолго до прихода Христианства в Норвегию.
До 1918 года название Эйдсволл писалось с «д» на конце слова — «Eidsvold». Городок Eidsvold в Квинсланде (англ. Queensland), Австралия, названный в честь норвежского Эйдсволла братьями Арчер, владевшими земельными участками в Норвегии, до сих пор использует старый вариант написания.

### Герб
Герб у Эйдсволла современный. Он был дарован коммуне 20 ноября 1987 года. Изображение весов на гербе показывает равновесие как символ правосудия. Местный суд был создан в Эйдсволле в раннем Средневековье.

## История
Единицей административного деления (в данном случае, коммуной) Эйдсволл был провозглашён 1-го января 1838 года (см. formannskapsdistrikt). 1-го января 1964 года к Эйдсволлу присоединилась коммуна Feiring.
В старо-норвежских рукописях сохранились упоминания об Айдсволле. В XI в., заменив местечко Ван (норв. Vang, ныне часть города Хамар (норв. Hamar, Hedmark, Норвегия)) Эйдсволл стал местом собраний и отправления правосудия для восточных частей Норвегии. Благодаря доступу к реке Ворме (норв. Vorma) и озеру Мьёса (норв. Mjøsa) обеспечивалось водное сообщение с северными территориями внутренней части Норвегии.
В 1758 году в восточной части Эйдсволла было найдено золото, что привело к небольшой «золотой лихорадке» в течение недолгого времени. Эти территории теперь так и называются — Gullverket, что в переводе с норвежского означает «Золотодобыча».
Эйдсволл Варьк (норв. Eidsvoll Verk, посёлок на территории Эйдсволла) был основан в 1624 году королём Дании Кристианом IV. Будучи хорошо обеспеченным гидроэнергией реки Адельва (норв. Adelva), посёлок занимался плавлением железной руды. В 1688 году Эйдсволл Варьк стал собственностью директора Kongsberg Silver Mines господина Шланбуша (Schlanbusch) и оставался в его семье до 1781 года.
В 1794 году работы в посёлке перешли во владение Карстена Анкера (Carsten Anker). К тому времени посёлок находился в упадке в связи с тем, что необходимый для древесного угля, которым питались плавильные печи, лес в окрестностях уже сильно истощился. Анкер сумел не только восстановить прежние работы, а также наладил производство печей и других металлических товаров. Поселившись в Эйдсволле в 1811 году, он реконструировал свой дом, впоследствии ставший известный каждому норвежцу под именем Eidsvollbygningen.
Причиной такой известности Эйдсволлбигнингена (норв. Eidsvollbygningen) послужило одно из центральных событий истории Норвегии — принятие конституции 17 мая 1814 года. В наши дни в этом здании располагается музей. Ежегодно 17 мая вся Норвегия празднует свой национальный день, являющийся выходным днём.
В 1854 году между Эйдсволлом и Осло (в то время, Кристианией) была проложена первая железная дорога в Норвегии. Дальнейший путь из столицы к северным территориям можно было проделать на пароходе Шибладнер (норв. Skibladner), до сих пор ходящим до Хамара (норв. Hamar), Йовика (норв. Gjøvik) и Лиллехамера (норв. Lillehammer).

### Демография коммуны Эйдсволл
Население коммуны за последние 60 лет.